# Koi... Mil Gaya
Koi... Mil Gaya (in hindī कोई मिल गया, in urdu کوئی مل گیا‎?) è un film di Bollywood diretto da Rakesh Roshan nel 2003 con Rekha, Preity Zinta e Hrithik Roshan.
Il titolo significa letteralmente "Ho trovato qualcuno", con chiaro riferimento alla vita extraterrestre.
Esiste anche il sequel, Krrish, del 2006.

## Trama
Sonia Mehra è la moglie di uno scienziato impegnato in ricerche di vita extraterrestre. Costui, Sanjay Mehra, ha costruito diversi strumenti per captare messaggi alieni e mandato dei segnali nello spazio. Una sera, dopo aver mandato l'ennesimo segnale nello spazio, ne riceve uno di risposta. Decide così di andare da un gruppo di scienziati che lavorano al progetto della vita extraterrestre, ma questi lo deridono. Mentre ritorna a casa con la moglie in macchina, le luci e la radio cominciano ad accendersi e spegnersi da sole. All'improvviso un bagliore illumina il cielo: l'uomo perde il controllo del veicolo. Nel ribaltamento, Sonia viene sbalzata fuori e si salva, mentre Sanjay rimane dentro e muore. La donna era incinta di un bambino, che di lì a poco nasce.
Date le difficoltà economiche però, Sonia decide di lasciare il Canada per ritornare in India, dove la vita è meno cara. Il bambino si chiama Rohit e l'incidente lo ha lasciato con una disabilità. Viene bocciato a scuola e si ritrova a dover giocare con dei compagni di classe molto più piccoli di lui.
Un giorno Rohit e i suoi amici decidono di andare al cinema, ma perdono l'autobus. In quel momento passa una giovane ragazza, di nome Nisha, la quale chiede a Rohit se sa dove si trovi Shanti Villa. I ragazzi le dicono che è difficile da spiegare e che ce la possono portare loro. Così la ragazza dà un passaggio a tutti, ma invece di portarla alla sua destinazione, si fanno portare al cinema. Arrivati lì, Nisha si accorge che è stata presa in giro e se ne va. Quando torna a casa, Rohit racconta tutto alla madre che gli dice di scusarsi appena la rivedrà. Una sera, i ragazzi decidono di andare ad una festa, dove ci sono sia Raj che Nisha. Non essendo invitato, Rohit si mette sotto il tavolo, aspettando che i bambini gli passino il cibo. Ma ad un certo punto, Rohit, invece di tirare i pantaloni di uno di loro, tocca una gamba a Nisha, la quale, sentendo uno strano formicolio, si china sotto il tavolo e lo vede. Riconosciutolo, strilla; Rohit si alza facendo ribaltare il tavolo e scappa poi via.
Il giorno dopo Rohit vede la macchina di Nisha parcheggiata e le lascia un biglietto di scuse. Raj, però, lo vede e inizia a deriderlo. Anche gli altri amici di Nisha vengono convinti dalla ragazza a chiedere scusa a Rohit; ma poco dopo uno degli scagnozzi fa bere alcolici a Rohit, ma Nisha se ne accorge e lo segue. Il rapporto tra i due migliora gradualmente. Lei lo presenta ai suoi genitori e gli insegna l'informatica. Per ricambiare, Rohit la porta a casa sua e le fa vedere il computer su cui lavorava il padre. Così iniziano a mandare di nuovo dei messaggi nello spazio. Una sera la corrente elettrica viene a mancare in tutta la zona e i cittadini assistono all'arrivo di una navicella. Una volta tornata l'elettricità scoprono che in televisione si parla della loro città, Kasauli e dell'avvistamento dell'UFO. La polizia intanto si dà da fare e vengono trovate delle impronte nei pressi del sito di atterraggio dell'astronave.
Tutte le impronte tornano al punto dove iniziano, facendo pensare che gli alieni abbiano fatto un giro e poi siano ripartiti, eccetto una. Mentre al villaggio tutti festeggiano e si vestono da alieni, Rohit non può farlo per ordine della madre. La sera sente un fischio provenire dalla foresta. Convinto che si tratti di uno dei ragazzi, gli urla che non può venire e getta per terra un vaso, che si frantuma. L'indomani vede lo stesso vaso, di nuovo perfettamente integro. Si è sparsa voce intanto che ci sia un alieno che giri per la foresta. Così Rohit e Nisha si addentrano nella foresta; ben presto vedono dei cani inseguire uno strano personaggio, molto basso, con un mantello giallo. Lo salvano e riescono finalmente a vederlo: è l'alieno con la pelle blu. Questo essere di un altro pianeta è tutt'altro che cattivo, si fa avvicinare e quando Rohit gli dà la mano parzialmente ferita, lui toccandola la guarisce del tutto. Decidono così di portarlo a casa di Rohit e di non dirlo a nessuno.
Lo chiamano Jadoo, che significa magico, per le magie che riesce a fare con palle e altri oggetti. Per non perdere l'occasione, Raj decide di annunciare a tutti che vuole sposarsi con Nisha, ma quando la ragazza lo viene a sapere va su tutte le furie. Rohit, che li ha visti insieme, crede che per lui sia finita e, ritornato a casa, racconta tutto alla madre.
Durante lo sfogo, si chiede anche il perché della sua sfortuna e la madre gli racconta tutti i dettagli dell'incidente che ebbe quando era incinta. Il mattino dopo, tocca sulla testa Rohit, il quale si sveglia in modo diverso: non ha più bisogno degli occhiali e inoltre ha una mente più fresca. A scuola fa passi da gigante, tanto che addirittura lo promuovono di tre classi. La madre intanto riceve la chiamata del preside della scuola che la informa che Rohit ha fatto dei passi da gigante: la donna capisce che tutto questo è avvenuto grazie a Jadoo, il quale ha un limite: i suoi poteri ci sono solo in presenza della luce solare. Rohit è cambiato anche nella vita sociale e apprende rapidamente tutto: inizia a ballare, sfida a pallacanestro con i suoi amici bambini Raj e i suoi. Ben presto però l'ispettore Khan inizia a sospettare di Rohit.
Così la sua casa viene circondata e Jadoo fa capire a tutti che non vuole andarsene, anche perché se succederà una cosa simile, i poteri finiranno e quindi Rohit tornerà ad essere quello di prima.
Ma i poliziotti lo braccano e, nonostante Rohit lotti con tutte le sue forze, riescono a catturare Jadoo.
Ma Rohit, ferito dalla polizia, non si dà per vinto e li raggiunge, liberando nuovamente il suo amico alieno. Così ritorna la navicella e Jadoo è pronto a partire, ma prima di farlo ringrazia il suo compagno d'avventure sulla Terra Rohit.

## Uscite internazionali
- Uscita in  India: 8 agosto 2003
- Uscita negli  USA: 8 agosto 2003
- Uscita in  Australia: 8 agosto 2003
- Uscita nel  Regno Unito: 8 agosto 2003
- Uscita in  Danimarca: 28 marzo 2004

## Collegamenti ad altre pellicole
Lo scorrimento dei titoli iniziali e finali omaggia quelli della saga di Guerre stellari.
La trama richiama in più punti quella di E.T. l'extra-terrestre e di Incontri ravvicinati del terzo tipo, così come ci sono somiglianze con il film The Alien di Satyajiit Rai e Flubber - Un professore tra le nuvole.

## Musiche
Nel film sono presenti sei canzoni, di seguito indicate nell'ordine in cui appaiono:
- In Panchhiyon
- Idhar Chala Main Udhar Chala
- Koi Mil Gaya
- Jadoo Jadoo
- It's Magic
- Haila Haila

La prima è l'unica a non essere cantata da Preity Zinta, il cui personaggio non è ancora comparso: infatti ci sono solo Hrithik Roshan e i bambini.
Idhar Chala Main Udhar Chala è cantata dai due protagonisti sotto la pioggia, quando Nisha accompagna fuori Rohit salvandolo dall'alcool.
La più famosa è Koi Mil Gaya, che dà il titolo al film e inoltre gioca sul doppio senso con cui si può intendere in quel momento del film.
Il significato letterale, "Ho trovato qualcuno", infatti, in quel punto della trama, si può riferire sia all'arrivo dell'alieno che all'amore tra i due protagonisti.
Jadoo Jadoo viene cantata quando i ragazzi, insieme a Rohit e Nisha, decidono di dare questo nome all'alieno.
It's Magic è un'altra canzone che gioca con i doppi sensi: si può riferire sia alla bravura del "nuovo" Rohit, che al significato di Jadoo (che in inglese viene tradotto con "magic").
Si tratta inoltre dell'unica canzone di gruppo, con numerose comparse.
Haila Haila, infine, è cantata nel momento in cui Rohit dichiara ai genitori di lei (in presenza dei Signori Saxena) il suo folle amore nei confronti di Nisha.